# Czesław Zgorzelski
Czesław Zgorzelski (ur. 17 marca 1908 w Boryczewie, zm. 26 sierpnia 1996 w Lublinie) – polski filolog, specjalizujący się w historii literatury polskiej oświecenia i romantyzmu, edytor dzieł Mickiewicza.

## Życiorys
W 1926 ukończył Gimnazjum im. Króla Zygmunta Augusta w Wilnie. W 1927 zaczął studiować filologię polską na Uniwersytecie Stefana Batorego. W latach 1930–1932 pracował jako nauczyciel w Gimnazjum im. Adama Mickiewicza w Wilnie, a także jako asystent na tej uczelni. Studia ukończył w 1932 pod opieką Stanisława Pigonia i kontynuował pracę na uniwersytecie.
W latach 1945–1949 pracował jako adiunkt w Katedrze Historii Literatury Polskiej na Uniwersytecie Mikołaja Kopernika w Toruniu. W 1947 roku uzyskał stopień doktora nauk humanistycznych. Tematem jego rozprawy doktorskiej było Pojęcie "dumy" w polskiej poezji przedromantycznej, a promotorem Konrad Górski. W 1950 roku został, z powodów politycznych, zwolniony z UMK. W latach 1949–1950 pracował w Wydawnictwie Zakładu Narodowego im. Ossolińskich we Wrocławiu, a od 1950 jako zastępca profesora, a następnie profesor na Katolickim Uniwersytecie Lubelskim. W 1956 roku uzyskał nominację CKK na docenta, a także tytuł profesora nadzwyczajnego nauk humanistycznych. Tytuł profesora zwyczajnego otrzymał w 1968 roku.
Był ojcem Andrzeja Zgorzelskiego.

## Wyróżnienia i nagrody
- Nagroda Fundacji Jurzykowskiego (1982)
- Order Świętego Grzegorza Wielkiego

## Wybrane publikacje
- O pierwszych balladach Mickiewicza (1948)
- Duma, poprzedniczka ballady (1949)
- Naruszewicz – poeta (1955)
- Romantyzm w Polsce (1957)
- Drogi rozwoju sztuki lirycznej Juliusza Słowackiego (1959)
- O dynamice ballady jako gatunku (1960)
- O lirykach Mickiewicza i Słowackiego: eseje i studia (1961)
- Archiwum Filomatów. T. 1, Na zesłaniu (redakcja, 1974)
- O sztuce poetyckiej Mickiewicza: próby zbliżeń i uogólnień (1976)
- Od Oświecenia ku Romantyzmowi i współczesności: (szkice historyczno-literackie) (1978)
- Liryka w pełni romantyczna: szkice o wierszach Słowackiego (1981, ISBN 83-06-00389-6)
- Mistrzowie i ich dzieła (1983, ISBN 83-7006-128-1)
- Dzieje psalmu "Super Flumina Babylonis" w poezji polskiej XIX wieku: szkic historycznoliteracki (1986)
- Zarysy i szkice literackie (1988, ISBN 83-06-01547-9)
- Obserwacje (1993, ISBN 83-01-11184-4)
- "W Tobie jest światłość": szkice o liryce religijnej Oświecenia i romantyzmu (1993, ISBN 83-228-0240-4)
- Przywołane z pamięci (1996, ISBN 83-86837-00-4)